# Лозовський Василь Михайлович
Василь Михайлович Лозовський (* 1 січня 1917 — † 5 жовтня 1981) — контрадмірал, Герой Радянського Союзу.

## Біографія
Народився 1 січня 1917 року в Ромнах на Сумщині в сім'ї робітника.
У 1934 році, після школи, поступив у Харківський автомобільний технікум. А у 1935 році, маючи за плечима один курс навчання, був призваний до лав РСЧА та направлений на навчання у Вище військово-морське училище імені М. В. Фрунзе. Після закінчення училища в 1940 році розподілений на Північний флот на посаду помічника командира сторожового катера «МО-11» дивізіону малих мисливців за підводними човнами бригади озорони водного району головної бази Північного флоту. В листопаді того ж року призначений командиром сторожового катера «МО-12».
Учасник Другої світової війни з червня 1941 року. Командував сторожовим катером «МО-161», з грудня 1941-го — ланкою катерів-мисливців. З 1943 року — командир 1-го загону 3-го дивізіону торпедних катерів бригади торпедних катерів Північного флоту.
Указом Президії Верховної Ради СРСР від 5 листопада 1944 року «за зразкове виконання бойових завдань командування на фронті боротьби з німецько-фашистськими загарбниками і проявлені при цьому мужність і героїзм» капітану-лейтенанту Лозовському Василю Михайловичу присвоєно звання Героя Радянського Союзу з врученням ордена Леніна і медалі «Золота Зірка» (№ 5057).
За період бойових дій Василь Михайлович Лозовський брав участь у 250 бойових виходах. Катерами під його командуванням було потоплено дев'ять надводних кораблів і підводний човен противника, здійснювалися мінні постановки, висадка десантів.
У повоєнні роки В. М. Лозовський командував загоном торпедних катерів бригади торпедних катерів Балтійського флоту. У 1947 році закінчив Вищі ордена Леніна спеціальні курси офіцерського складу ВМФ СРСР, у 1953 році — командний факультет Військово-морської академії імені К. Є. Ворошилова, а у 1961-му — Військову академію Генерального штабу. Займав командні посади на Тихоокеанському флоті, командував військово-морською базою Тихоокеанського флоту в бухті Стрілок (Приморський край). З грудня 1964 року — у центральному апараті Міністерства оборони СРСР.
Помер 5 жовтня 1981 року на 64-му році життя. Похований на Востряківському кладовищі в Москві.

## Нагороди
- Медаль «Золота Зірка» Героя Радянського Союзу (№ 5057)
- Орден Леніна
- Чотири ордени Червоного прапора
- Орден Вітчизняної війни 1 ступеня
- Два ордени Червоної Зірки
- Орден «За службу Батьківщині у Збройних силах СРСР» III ступеня
- Орден Нахімова 2 ступеня